# КК Спартак Суботица
КК Спартак Суботица је српски кошаркашки клуб из Суботице. Из спонзорских разлога пун назив клуба тренутно гласи Спартак офис шуз (енгл. Spartak Office Shoes). У сезони 2024/25. такмичи се у Кошаркашкој лиги Србије и у Јадранској лиги.

## Историја
Клуб је основан 21. априла 1945. године.
Спартак је по први пут играо у Првој савезној лиги у сезони 1991/92., тада је лига већ била без хрватских и словеначких клубова, када заузима 6. место, а клуб први већи успех постиже у сезони 1992/93. када заузима 3. место у Првој лиги СРЈ, иза Црвене звезде и Партизана. Године 1995. Спартак стиже до финала Купа СР Југославије на завршном турниру у Чачку, где је ипак поражен од Партизана са 84:81. Тим резултатом клуб је по први пут у историји обезбедио учешће у европским такмичењима, па је у сезони 1995/96. играо у Европском купу, где је стигао до другог кола.
У сезонама 1996/97. и 1997/98. клуб је учествовао у Купу Радивоја Кораћа, први пут је стигао до шеснаестине финала, а други пут је европски излет завршио у прелиминарној фази.
Након 9 узастопних сезона у Првој лиги СРЈ, клуб у сезони 1999/00. сезону завршава на претпоследњем 11. месту и испада у нижи ранг. Али је Спартак само једну сезону провео у нижем рангу и већ од сезоне 2001/02. поново игра у елитном. Последњи пут у Првој лиги игра у сезони 2004/05. када заузима 12. место. Клуб сезону 2005/06. у Првој Б лиги завршава на 3. месту, али недовољно за пласман у виши ранг, али управо у последњем колу је изгубио од главног конкурента Новог Сада (83:89), који је том победом прешао Спартак на табели и отишао у виши ранг. У сезони 2006/07. клуб завршава на 12. месту и испада из Прве Б лиге. Спартак се од тада три сезоне такмичио у трећем рангу, а од сезоне 2010/11. поново је играо у Првој Б лиги. У сезони 2014/15. коначно се вратио у највиши ранг.

## Успеси

### Национални
- Првенство СР Југославије:
  - Треће место (1): 1992/93.

- Куп СР Југославије:
  - Финалиста (1): 1995.

### Регионални
- Друга Јадранска лига:
  - Победник (1): 2023/24.

## Учинак у претходним сезонама
| Сез.     | Ранг | Национална лига        | Позиција  | Суперлига Србије | Куп Србије   | Регионално такмичење            |
| -------- | ---- | ---------------------- | --------- | ---------------- | ------------ | ------------------------------- |
| 2014/15. | 1.   | Кошаркашка лига Србије | 10. место | —                | —            | —                               |
| 2015/16. | 1.   | Кошаркашка лига Србије | 8. место  | —                | —            | —                               |
| 2016/17. | 1.   | Кошаркашка лига Србије | 4. место  | 8. место         | Четвртфинале | —                               |
| 2017/18. | 1.   | Кошаркашка лига Србије | 11. место | —                | —            | —                               |
| 2018/19. | 1.   | Кошаркашка лига Србије | 13. место | —                | —            | —                               |
| 2019/20. | 2.   | Друга лига Србије      | 7. место  | —                | —            | —                               |
| 2020/21. | 2.   | Друга лига Србије      | 5. место  | —                | —            | —                               |
| 2021/22. | 2.   | Друга лига Србије      | 1. место  | —                | —            | —                               |
| 2022/23. | 1.   | Кошаркашка лига Србије | 2. место  | 3. место групе А | Четвртфинале | —                               |
| 2023/24. | 1.   | Кошаркашка лига Србије | 2. место  | Прво коло        | —            | Друга Јадранска лига — Победник |
| 2024/25. | 1.   | Кошаркашка лига Србије |           | —                | —            | Јадранска лига —                |

## Познатији играчи
| - Душко Бунић - Марко Јагодић Куриџа - Никола Калинић - Дејан Котуровић - Драган Луковски - Милан Мајсторовић - Милош Милисављевић | - Оливер Поповић - Петар Поповић - Бранко Цветковић - Ненад Чанак - Млађен Шљиванчанин - Предраг Шупут |

## Познатији тренери
| - Душан Алимпијевић - Јовица Антонић - Војкан Бенчић - Драгољуб Видачић - Владимир Ђокић | - Владе Јовановић - Жељко Лукајић - Јанко Луковски - Ненад Чанак |